# Magnus Betnér Uncut
Magnus Betnér Uncut är en film med ståuppkomikern Magnus Betnér. Filmen handlar i stor utsträckning om Magnus Betnérs egna åsikter om samhället och kändisar från kvällspressen och dokusåpor. Filmen kritiserar bland annat rasism, sexism och materialism.
Filmen har fått kritik då den bland annat innehåller scener där Magnus Betnér säger saker som att han själv borde "mördat när han hade chansen". I filmen gör Magnus Betnér en Heil Hitler-hälsning; han uttalar också negativa tankar om adeln. Filmen behandlar också många andra provokativa ämnen. Filmen har tagits bort från distribution. 

## Inspelning
Hela filmen inspelades under S:t Eriksbron på Vasastans sidan i Stockholm.